# Pinza (Sarria)
Pinza (llamada oficialmente San Salvador da Pinza) es una parroquia y una aldea española del municipio de Sarria, en la provincia de Lugo, Galicia.

## Otras denominaciones
La parroquia también es conocida por los nombres de O Salvador de Pinza y San Salvador de Pinza.

## Organización territorial
La parroquia está formada por nueve entidades de población, constando ocho de ellas en el nomenclátor del Instituto Nacional de Estadística español:

### Entidades de población
Entidades de población que forman parte de la parroquia:
- Pinza
- Brea (A Brea)
- Morgade
- Pacio (O Pacio)
- Pacios de Calvos
- Pedrosa
- Pinza (A Pinza)
- Valiñas

### Despoblado
Despoblado que forma parte de la parroquia:
- O Neo

## Demografía

### Parroquia
| Gráfica de evolución demográfica de Pinza (parroquia) entre 2000 y 2021 |
|                                                                         |
| Datos según el nomenclátor publicado por el INE.                        |

### Aldea
| Gráfica de evolución demográfica de Pinza (aldea) entre 2000 y 2021 |
|                                                                     |
| Datos según el nomenclátor publicado por el INE.                    |